# Adobe Edge
Edge est un outil de développement Web développé par Adobe qui utilise les technologies HTML5, Javascript et CSS3  édité par Adobe. Il est disponible en téléchargement gratuit à partir d'Adobe Creative Cloud.

## Description
Le 1er aout 2011, Adobe a annoncé le développement de Edge comme un nouvel outil de création multimédia pour succéder à la plate-forme Flash.
En novembre 2015, Adobe annonce que les logiciels de la famille Edge ne seront plus développés.